# Удомля
Удомля — місто в Росії, адміністративний центр Удомельського району Тверської області. Місто-супутник Калінінської АЕС.

## Географія
Місто Удомля розташоване на півночі Тверської області, де проходить вододіл між Балтійським і Каспійськи морями, між сточищами річок Волга і Нева, в місцевості з великою кількістю боліт і з пасмом пагорбів, що на півночі утворюють лісове пасмо, на берегах озер Песьво і Удомля, з'єднаних протокою завширшки 180 метрів.
Відстань автошляхами від Москви — 330 км, від Твері — 176 км, від Вишнього Волочка  — 50 км. Від Бологого залізницею — 60 км. Від Санкт-Петербурга залізницею — 379 км.

## Історія

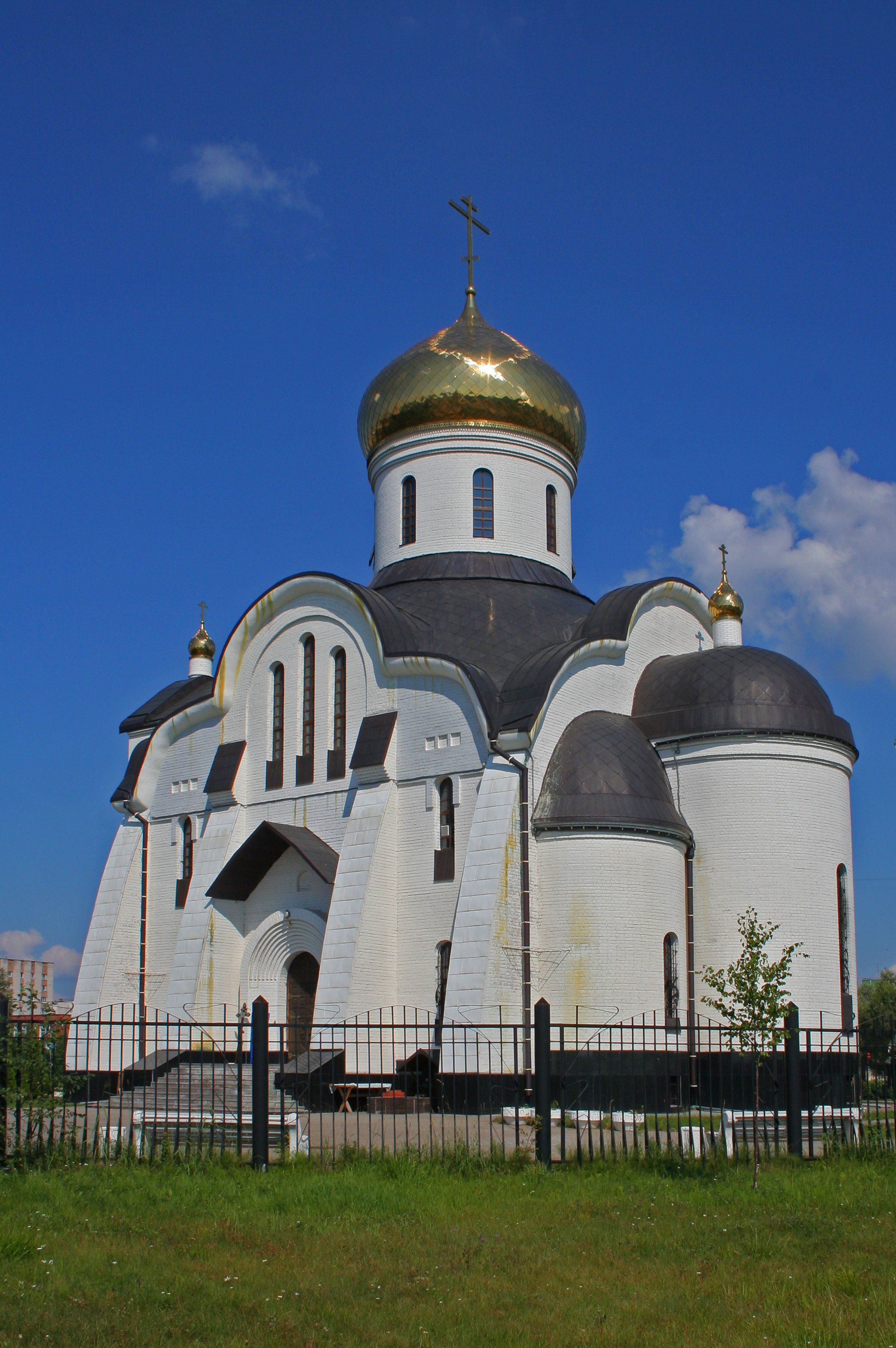
Князь-Володимирський собор

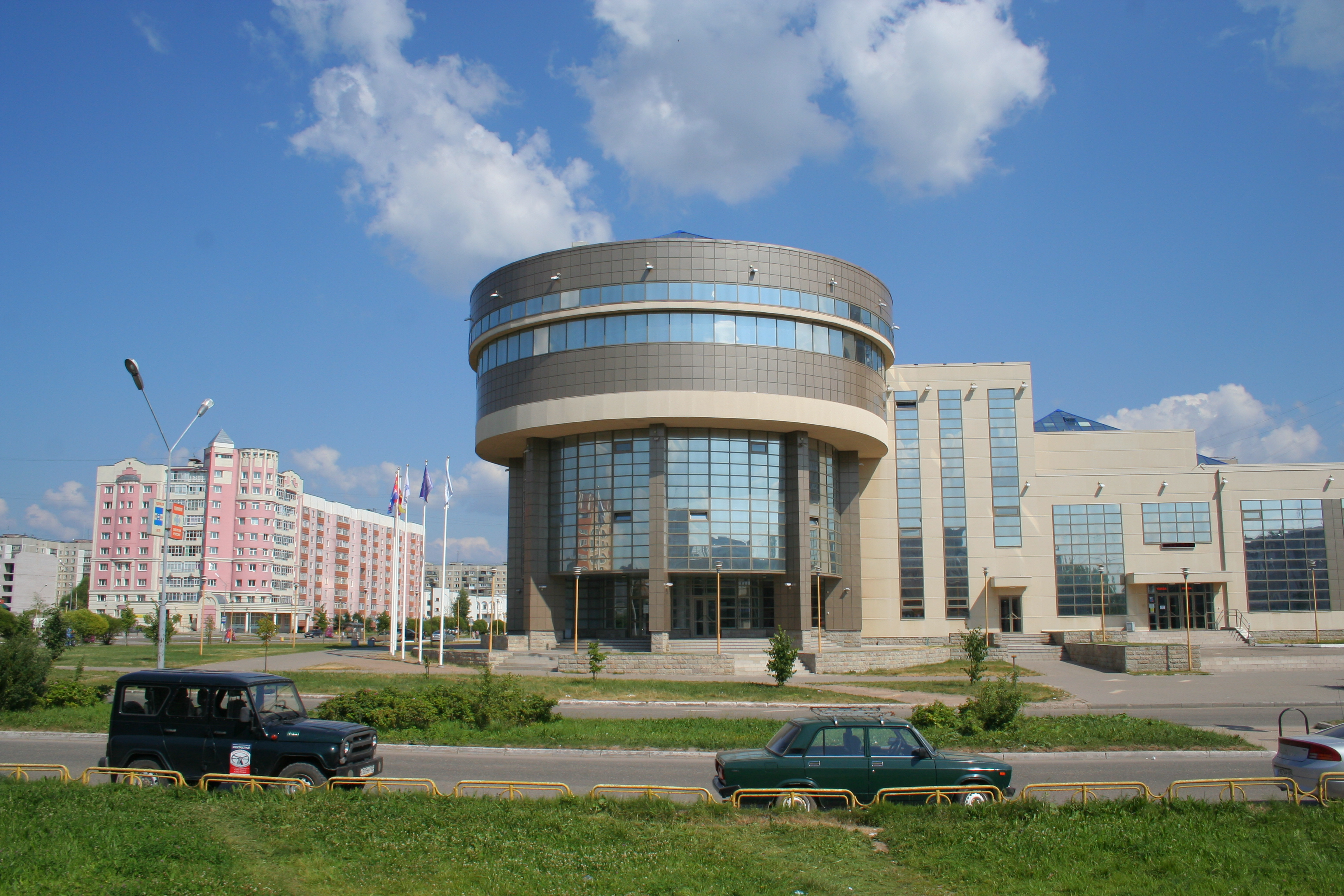
Центр громадської інформації Калінінської АЕС

Вперше «Удомля», як назва місцевості, згадана в літописах Великого Новгорода в 1478 році — Москва вела перепис приєднаних новгородських земель. До приходу новгородських словенів у VIII—IX століттях ці землі були заселені фіно-угорськими племенами.
На думку краєзнавців, назва «Удомля» має давнє фіно-угорське походження. Відомо кілька варіантів його значення: «глибоке», «сонне (тихе) озеро», «складене з частин» (що точно описує характер озера, яке рясніє островами, затоками, плесами), «спокійна, тиха течія». Проте жодне з перерахованих значень не є остаточним.
У 1869 виникло селище при станції Трійця Віндаво-Рибінської залізниці. У 1904 залізнична станція отримала назву «Удомля». На початку XX століття місто було значним центром торгівлі лісоматеріалами. Через Удомельський озерний край проходив один з торгових шляхів із Новгороду на Волгу і у Бежецький Верх.
У 1929 невелике пристанційне селище з 475 жителями стає центром району. Селище починає зростати після Другої Світової війни, поступово поглинаючи найближчі села. У 1974 почалося будівництво Калінінської АЕС. 11 вересня 1981 селище отримало статус міста районного підпорядкування, в червні 1986 — стає містом обласного підпорядкування.
В околицях Удомлі у XIX і на рубежі XX століття жили і працювали художники Ісаак Левітан, Олексій Венеціанов і письменник Антон Чехов.
Дачею на березі озера Кубича володів видатний вчений-електротехнік Попов Олександр Степанович.

## Міжнаціональний конфлікт (2013)
1 червня 2013 в Удомлі мав місце побутовий конфлікт зі стріляниною. Потрапивши на відео стрілянина в Удомлі між місцевими та кавказцями призвела до «дня російського гніву», який розбурхав громадськість і призвів до акцій протесту 8 червня 2013. Того дня поліція затримала автобус з петербурзькими націоналістами на під'їзді до Удомлі. На центральній площі міста зібралося близько 300 жителів. Планувалося вимагати відставки мера міста Олександра Литвиненка через його повну бездіяльність у наведенні порядку, але не отримавши очікуваної підтримки з боку населення, протестуючі розійшлися.

## Відомі мешканці
Олег Макаров — льотчик-космонавт СРСР, Група цивільних спеціалістів № 5, набір 1966 року. Здійснив 4 польоти в космос загальною тривалістю 20 діб 17 годин 43 хвилини 39 секунд.